# Pigna Barney River
Der Pigna Barney River ist ein Fluss im Osten des australischen Bundesstaates New South Wales.
Er entspringt in der Mount Royal Range nordwestlich des Barrington-Tops-Nationalparks. Von dort fließt er nach Osten und mündet nördlich des Parks in den Manning River.
Der Fluss hat sich als gutes Fischwasser für Bachforellen erwiesen.